# STXBP1
STXBP1‏ (Syntaxin-binding protein 1) هوَ بروتين يُشَفر بواسطة جين STXBP1 في الإنسان.